# Simon Horsin-Déon
Pour les articles homonymes, voir Déon.
 (juin 2021).
- Si vous ne connaissez pas le sujet, laissez ce bandeau (vous pouvez alors contacter les auteurs).
- Si vous supprimez le contenu mis en cause (vous pouvez préalablement contacter les auteurs),

argumentez précisément cette suppression dans la page de discussion
(un manque de référence n'est pas un argument ; une recherche réelle de référence doit avoir été effectuée, être formellement documentée).
 (janvier 2021).
Simon Horsin-Déon né le 23 juillet 1812 à Sens (Yonne) et mort le 4 octobre 1882 à Guerchy (Yonne) est un peintre, un expert et restaurateur d'art français auprès des musées nationaux.

## Biographie

### Origine familiale
En 1600, la famille Déon de Joigny est une famille de bouchers. Ses membres s'installent à Sens en 1675 et deviennent tanneurs de père en fils.
En 1806, Marguerite Déon épouse Pierre Louis Horsin à Sens. Ce dernier est membre d'une ancienne famille de vitriers de cette ville. Comme Horsin est un nom de famille répandu dans la région, l'état civil décide que le nom de famille du couple sera Horsin-Déon. 
Pour la même raison, quand Thérèse, la petite fille du couple, épouse un monsieur Poupard de Guerchy, l'état civil décide que le nom de famille du couple sera Poupard-Horsin-Déon, car Poupard était alors le nom de famille le plus répandu à Guerchy.

### Naissance et formation
Simon Horsin-Déon naît le 23 juillet 1812 à Sens. Il se forme à la peinture auprès de Louis-Édouard Rioult et, le 6 octobre 1831, entre aux Beaux-Arts de Paris.

### Carrière
Peintre et professeur de dessin à Paris, Simon Horsin-Déon est expert des salles des ventes,,,,.
Il dessine le Portrait de Jean-Louis Bréart en 1832 (Paris, musée Carnavalet).
Après avoir réussi le concours de 1848, Horsin-Déon est l'un des premiers restaurateurs des Musées nationaux et au musée du Louvre, de 1849 à 1861. 
Il travaille dans toute la France, en particulier à Toulouse, Rennes et Semur-en-Auxois. 
En 1849, il est président de la Société des peintres restaurateurs. 
Il est l'auteur d'un ouvrage publié en 1851 et consacré à la restauration des peintures et intitulé De la conservation et de la restauration des tableaux,.
En 1853, il est peintre restaurateur des tableaux des Musées impériaux et secrétaire de la Société libre des beaux-arts. 
Il participe à la réalisation de fresques au palais Bourbon à Paris.

### Famille
En 1840, il épouse Estelle Bonnard de Paris (1822-1885), également dessinatrice. La famille de la mère de cette dernière est originaire de Guerchy dans l'Yonne. Simon Horsin Déon s'y installe et y fait construire une grande maison comprenant son atelier. 
Il a quatre fils et une fille. L'un de ses fils, Paul Horsin-Déon, ingénieur chimiste, joue un rôle important en Europe dans la fabrication du sucre de betteraves avec l'un de ses frères, Georges. 
Un autre de ses fils, Léon Horsin Déon (1847-1891) est également peintre, et collabore avec son père. 

### Décès
Simon Horsin-Déon meurt le 4 octobre 1882 à Guerchy.

## Publications
- De l'organisation des Musées Nationaux, 1849.
- De la conservation et de la restauration des tableaux, Paris, Hector Bossange, 1851, 234 p. (lire en ligne).
- Dessin à main levée : cours moyen en six cahiers, Pierre Larousse, 1887 (présentation en ligne), édité par son fils Léon.

### Sources inédites ou non documentées
- L'arrière petit fils et seul descendant de Simon Horsin Déon.
- Le président du Cercle généalogique de Tonnerre (Yonne).
- L'historien Jacques Saillot et ses relations.
- Archives Ville de Sens.